# Bistum Guntur
Das Bistum Guntur (lat.: Dioecesis Gunturensis) ist eine in Indien gelegene römisch-katholische Diözese mit Sitz in Guntur. 

## Geschichte
Papst Pius XII. gründete es mit der Apostolischen Konstitution Ad aptius fovendum am 13. Februar 1940 aus Gebietsabtretungen des Bistums Nellore und es wurde dem Erzbistum Madras als Suffragandiözese unterstellt. 
Am 19. September 1953 wurde es Teil der Kirchenprovinz des Erzbistums Hyderabad. Am 16. Oktober 2001 wurde es Teil der Kirchenprovinz des Erzbistums Visakhapatnam. 

## Bischöfe von Guntur
- Thomas Pothacamury (9. April 1940 – 15. Oktober 1943, dann Bischof von Bangalore)
- Ignatius Mummadi (13. Juli 1943 – 26. November 1973)
- Balashoury Thanugundla (26. November 1973 – 25. September 1974)
- Mariadas Kagithapu MSFS (19. Dezember 1974 – 10. September 1982, dann Bischof von Visakhapatnam)
- Bali Gali (2. Juli 1984 – 25. Juni 2016)
- Bhagyaiah Chinnabathini (seit 25. Juni 2016)

## Territorium
Das Bistum Guntur umfasst den im Bundesstaat Andhra Pradesh gelegenen Distrikt Guntur und das Taluk Addanki.